# Atammik
Atammik (conegut antigament com a Atangmik) és una localitat de Groenlàndia que pertany a la municipalitat de Qeqqata. Se situa a la vora de l'Estret de Davis. En 2005 comptava amb una població de 190 habitants.
Es tracta de l'assentament més al sud del municipi. L'empresa de processament de peix local Royal Greenland va tancar en juliol de 2010.

## Població
La població d'Atammik es va mantindre relativament estable les últimes dues dècades, però ha disminuït en els últims anys.